# Mombeja
Mombeja is een plaats (freguesia) in de Portugese gemeente Beja en telt 445 inwoners (2001).